# Утледе
Утледе (њем. Uthlede) општина је у њемачкој савезној држави Доња Саксонија. Једно је од 57 општинских средишта округа Куксхафен. Према процјени из 2010. у општини је живјело 1.025 становника. Посједује регионалну шифру (AGS) 3352054.

## Географски и демографски подаци
Утледе се налази у савезној држави Доња Саксонија у округу Куксхафен. Општина се налази на надморској висини од 10 метара. Површина општине износи 15,5 km². У самом мјесту је, према процјени из 2010. године, живјело 1.025 становника. Просјечна густина становништва износи 66 становника/km².